# Stichelia aerope
Stichelia aerope är en fjärilsart som beskrevs av John Obadiah Westwood 1847. Stichelia aerope ingår i släktet Stichelia och familjen Riodinidae. Inga underarter finns listade i Catalogue of Life.